# Daitya

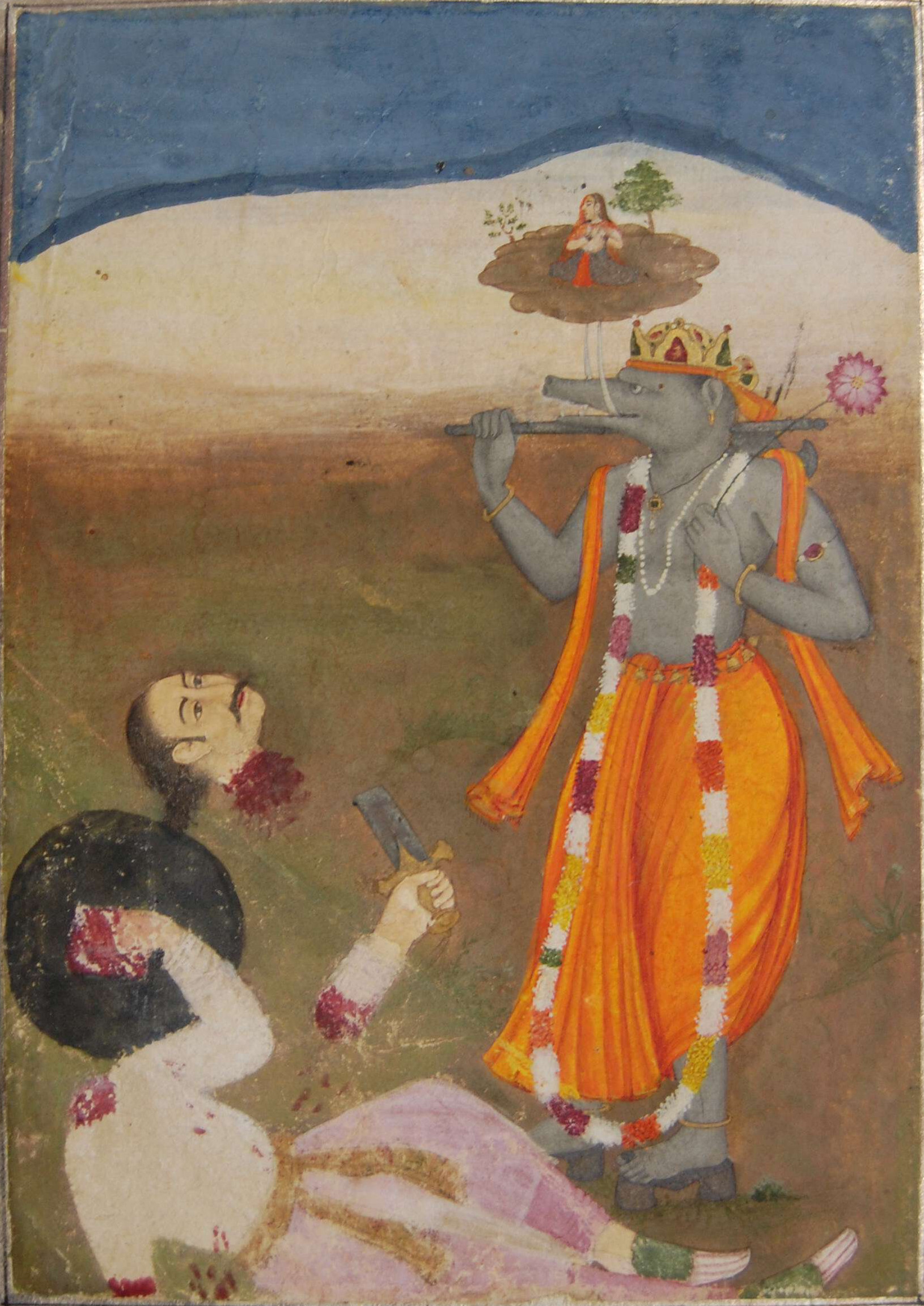
Vishnu als Eber Varaha über dem Leichnam des enthaupteten Daitya Hiranyaksha

Die Daityas (Sanskrit दैत्य daitya m.) sind in der indischen Mythologie eine Gruppe von Dämonen (Asuras), ähnlich den Danavas. Die Daityas sind riesige, titanenhafte Gestalten. Sie sind nicht generell böse, treten in den Erzählungen jedoch häufig als Gegner der Götter auf.
Daityas im engeren Sinn sind die Nachkommen von Diti und dem großen Rishi Kashyapa. Die Abgrenzung zwischen Daitya, Danava, Asura, Rakshasa und anderen Arten übernatürlicher Wesen ist häufig nicht genau, vor allem Daitya und Danava erscheinen austauschbar. Eindeutig ist die Zuordnung bei den Asuras, die als Nachkommen von Diti belegt sind. Doch auch hier gibt es Unsicherheiten, so erscheint Naraka einmal als Sohn von Vishnu und Bhumi, ein anderes Mal als Enkel von Diti.
Die ersten Kinder von Diti und Kashyapa waren die Zwillingsbrüder Hiranyaksha („goldäugig“) und Hiranyakashipu („goldenes Kleid“). Hiranyaksha wurde von Vishnu in Gestalt seines Eber-Avataras Varaha getötet, Hiranyakashipu wurde von dem Mann-Löwe-Avatara Narasimha getötet.
Der Sohn von Hiranyakashipu war Prahlada. Die Nivatakavachas („Träger einer undurchdringlichen Rüstung“), Enkel von Hiranyakashipu, bilden eine eigene Gruppe von Daityas.
Außerdem ist Virochana, der Vater von Bali, ein Sohn von Prahlada.
Bali, dem König der Daitya, gelingt es, zum Beherrscher der ganzen Welt einschließlich der Ober- und der Unterwelt zu werden. Schließlich ist es wiederum Vishnu, der in Gestalt des Zwerg-Avatara Vamana den Daitya-Herrscher überwindet, der sich ihm unterwirft.
Der älteste Sohn von Bali und Kotavi (die auch als die Göttin der Daityas bezeichnet wird) ist der tausendarmige Bana. Dessen Tochter Usha verliebte sich in Aniruddha, den Sohn des Pradyumna und Enkel von Krishna, entführte ihn und wurde schließlich sein Weib.
Ebenfalls ein Sohn Balis ist Arishta, der Krishna in Gestalt eines Stiers angriff und von ihm getötet wurde. Ein anderer Nachkomme Balis ist Baleya.
Weitere Asuras, die als Daitya bezeichnet werden, ohne dass eine Abstammung von Diti genannt wird, sind:
- Keshin
- Puloman
- Shambara
- Shambu
- Tadaka
- Taraka
- Upasunda und sein Bruder Sunda

Mit den Daityas in Verbindung stehende Gestalten der Mythologie sind Shukra, Priester und Guru der Daityas, sowie Maya, der Baumeister und Künstler der Daityas. Als ihre Reittiere erscheinen die Arvans, die gefiederten Pferde des Mondes.
Als Heimstatt der Daityas wird im Mahabharata die fliegende Stadt Saubha genannt, die an anderer Stelle auch als Heimstatt von Harishchandra erscheint. Auch Rasatala, eine der Regionen der Unterwelt, wird als Wohnort der Daityas genannt.